# Lamoria
Lamoria é um gênero de mariposa pertencente à família Crambidae.